# Непоминаючі
Непоминаючі — неофіційне ім'я, прийняте також у церковно-історичній літературі, російських православних священнослужителів Патріаршої церкви (тобто тих, котрі не приєдналися до офіційно визнаного тоді обновленського Синоду Православної російської церкви).

## Історія руху
Непоминаючі — російські православні священнослужителі Патріаршої церкви (тобто ті, котрі не приєдналися до офіційно визнаного тоді обновленського Синоду Православної російської церкви) та не прийняли компромісів із більшовицьким режимом в СРСР, на які пішов митрополит Сергій (Страгородський) в 1927 році, і відмовлялися поминати його ім'я на богослужіннях, згадуючи тільки Патріаршого місцеблюстителя, митрополита Петра (Полянського), (котрий знаходився під арештом), але не поривали повністю церковного спілкування і з його заступником, митрополитом Сергієм.
Найбільш видатні представники - преосвященні: Кирило (Смирнов), Афанасій (Сахаров), Арсеній (Жаданівський), Серафим (Звездинський).
Коли Патріархом був обраний митрополит Олексій (Симанський), частина послідовників «непоминаючих» (майже всі вони загинули в 1930-х роках) возз'єдналася з керівництвом Російської православної церкви. В основному це були прихильники єпископа Афанасія (Сахарова), котрий прийняв Алексія у спілкування і визнав його законним Патріархом. Інша частина продовжувала існувати у катакомбному положенні.

## Оцінки
Митрополит Ювеналій (Поярков), який був головою Синодальної комісії з канонізації святих Російської православної церкви:

Але у своїй дисциплінарній практиці Православна Церква інакше, ніж до обновленців, григорівців та автокефалістів, ставилася до тих, що приєднуються з так званих «правих» розколів; вони приймалися через покаяння у сущому сані — у тому, який могли отримати у відділенні від законних єпископів.
У діях «правих» опозиціонерів, які часто називають «непоминаючими», не можна виявити зловмисних, виключно особистих мотивів. Їхні дії зумовлені по-своєму дбанням про благо Церкви. Як добре відомо, «праві» угруповання складалися з тих єпископів та їх прихильників серед священнослужителів і мирян, які, не погоджуючись із церковно-політичною лінією призначеного митрополитом Петром Заступника Патріаршого Місцеблюстителя митрополита (потім Патріарха) Сергія — припиняли згадування імені, таким чином зриваючи канонічне спілкування з ним. Але порвавши із Заступником Місцеблюстителя, вони, як і сам митрополит Сергій, главою Церкви визнавали митрополита Петра - Місцеблюстителя Патріаршого Престолу.

З урахуванням цих міркувань і в інтересах зближення з Російською православною церквою закордоном була визнана можливою канонізація жертв репресій, які, перебуваючи у відділенні від митрополита Сергія, продовжували визнавати главою Церкви митрополита Петра і не намагалися організувати паралельний церковний центр: митрополит Кирило, митрополит Агафангел (Преображенський), архиєпископ Серафим (Самойлович), єпископ Віктор (Островидов), Дамаскін (Цедрик), Афанасій (Сахаров) та ін. При цьому ніяких претензій, накладених митрополитом Сергієм на «відщепенців», що відокремилися від нього (термін митрополита Сергія і Тимчасового Патріаршого Священного синоду при ньому) формально не було скасовано.